# 天涯歌女 (大愛劇場)
《天涯歌女》是人間渡系列其中一部描寫林香蘭真實人生電視劇，由傅雷、岳虹、孔蘭薰等演員共同演出。全劇共5集，於2012年4月30日－2012年5月4日在大愛電視《長情劇展》時段（台灣時間星期一~星期五晚上22:00）播放。

## 播出時間

### 首播
| 頻道                            | 所在地 | 播映日期                    | 播出時間            |
| ------------------------------- | ------ | --------------------------- | ------------------- |
| 大愛電視台 （數位頻道同步播出） | 台灣   | 2012年4月30日－2012年5月4日 | 週一～週五22:00播出 |
| 大愛海外台 （數位頻道同步播出） | 台灣   | 2012年5月1日－2012年5月5日  | 週二～週六00:00     |

### 重播
| 頻道                            | 所在地 | 播映日期                    | 播出時間               |
| ------------------------------- | ------ | --------------------------- | ---------------------- |
| 大愛電視台 （數位頻道同步播出） | 台灣   | 2012年4月30日－2012年5月4日 | 週一～週五12：30播出   |
| 大愛電視台 （數位頻道同步播出） | 台灣   | 2012年4月30日－2012年5月4日 | 週一～週五01：30播出   |
| 大愛電視台 （數位頻道同步播出） | 台灣   | 2012年4月30日－2012年5月4日 | 每週一～週五16：00播出 |

## 故事大綱
林香蘭因嫁給不負責任的先生，需負擔家計，隱瞞了已婚和有孩子的事實到紅包場工作，剛開始是負責主持，天生的好嗓音加上遇到貴人介紹開始擔任駐唱歌手。
為了賺更多錢，林香蘭遠赴新加坡唱歌，沒想到錢賺到了但是卻失去和孩子之間的親情，正當香蘭心灰意冷之際，認識一位慈濟志工，帶領她參與慈濟活動，也開始對兒女之事由執著轉為放下，現在是發揮良能無憂無慮的志工菩薩。

## 演員介紹
| 演員   | 角色           | 介紹 | 登場集數 |
| 傅雷   | 顏先生         | 風度翩翩，是歌廳常客，有固定的位置，為人大方好客。不特別捧哪位歌星的場，唯獨對林香蘭情有獨鍾，兩人有著淡淡情愫但始終都沒跨近一步。他對林香蘭是疼惜，林香蘭也感謝他的知遇之恩，兩人最終在林香蘭決定到新加坡發展後兒斷了線。 | 全劇     |
| 岳虹   | 林香蘭         | 新竹北埔客家人。身為長女的她，十六歲就獨自一人上台北打工，因為家境困苦，賺錢是她人生最大的目標，想要有個溫暖的家則是她最終目的。沒想到一場錯誤的婚姻打碎了她的夢。最後，四個孩子成了她活下去的唯一理由，為了給孩子們優渥的生活環境，她放下孩子出外工作，就在她事業有所得時，卻跟四個孩子日漸疏離，對孩子們的愛也只會以物質來表達。親子關係惡化的同時，她也逐漸失去了生活的目標。 | 全劇     |
| 孔蘭薰 | 四姑           | 安迪歌廳的老闆娘，個性正直一板一眼，只有她才管的動整個歌廳上上下下。威嚴的臉孔背後有顆菩薩心腸。在賞識林香蘭歌藝的同時，也拔擢沒經驗的她來紅包場唱宵夜場，開啟了林香蘭的演藝之路，是林香蘭生命中的貴人，最後甚至在林香蘭進入慈濟後，率領所有紅包場的工作人員，繳功德款來支持林香蘭。                                                                                             | 全劇     |
| 吳婉君 | 黃婉婷（甜甜） | 林香蘭的二女兒，從小看盡爸媽的吵鬧不休，個性叛逆有自己的想法。逃家、混太妹的行為都讓母親傷透腦筋。因不愛唸書，國中畢業後就開始以唱歌維生，之後更繼承了母親的衣缽，在新加坡、台灣和日本各地演唱。 | 全劇     |
| 陳季霞 | 洪素琴         | 個性嚴謹木訥，是接引林香蘭進入慈濟的關鍵師姊，常帶著林香蘭參與很多慈濟的活動。在她的帶領下，林香蘭常被嚴格的指正，卻也得到最多的愛，就像林香蘭的媽媽一樣。 | 全劇     |

## 電視劇歌曲
| 曲別   | 歌名 | 演唱者 | 作詞 | 作曲 |
| 片頭曲 |      |        |      |      |
| 片尾曲 |      |        |      |      |

## 外部連結
- 《天涯歌女》官方網站

## 節目的變遷
| 大愛電視台 十點檔（週一至週五晚上22:00）節目    | 大愛電視台 十點檔（週一至週五晚上22:00）節目   | 大愛電視台 十點檔（週一至週五晚上22:00）節目   |
| ----------------------------------------------- | ---------------------------------------------- | ---------------------------------------------- |
|                                                 | 人間渡系列-天涯歌女 2012年4月30日-2012年5月4日 |                                                |
| 人間渡系列-迎向驕陽 2012年4月23日-2012年4月27日 | 人間渡系列-家有五寶 2012年5月7日-2012年5月11日 |                                                |
| 大愛海外台 十點檔(週二至週六晚上12:00)節目      |                                                |                                                |
| 人間渡系列-迎向驕陽 2012年4月24日-2012年4月28日 | 人間渡系列-天涯歌女 2012年5月1日-2012年5月5日  | 人間渡系列-家有五寶 2012年5月8日-2012年5月12日 |